# Грузинский народный танец

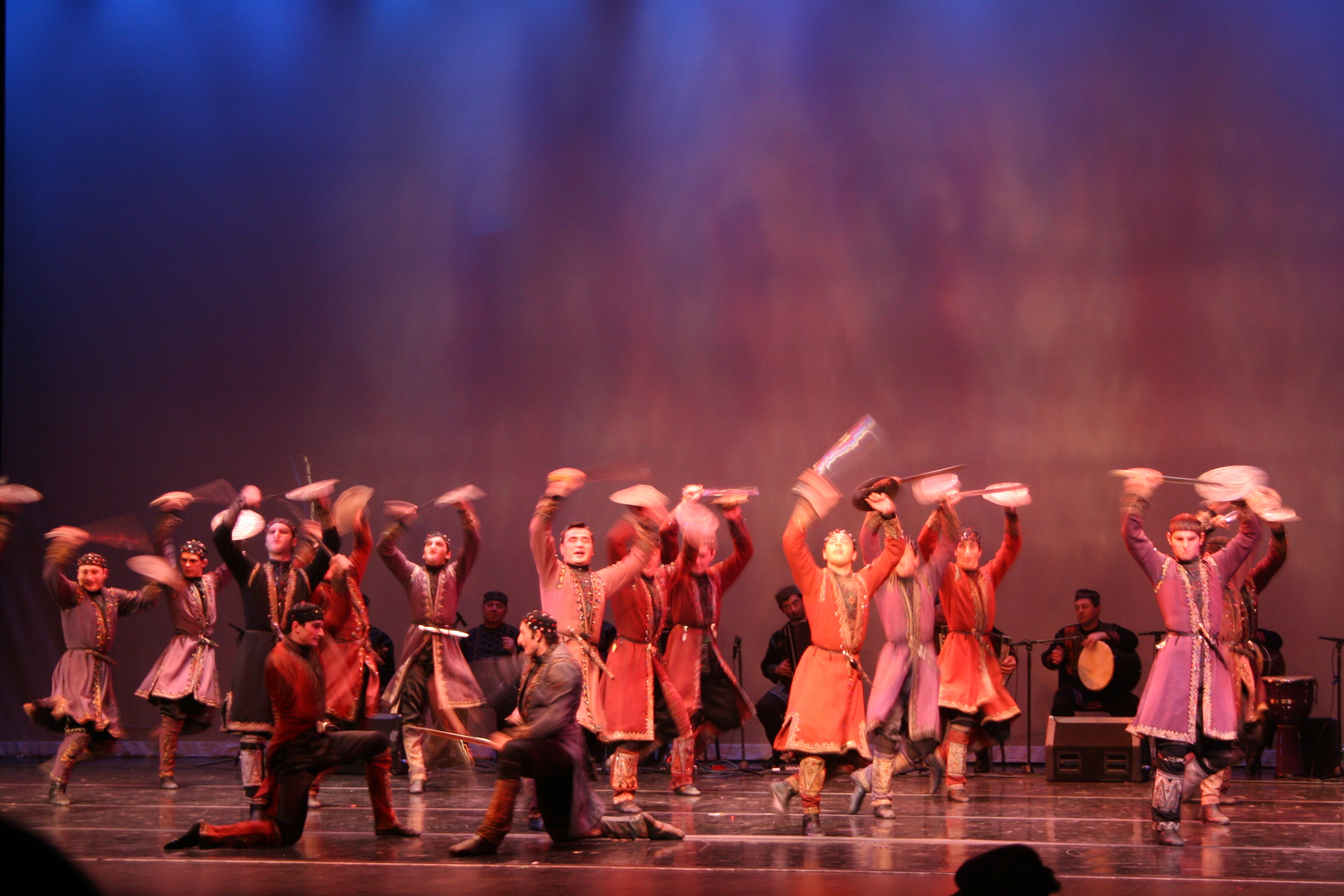

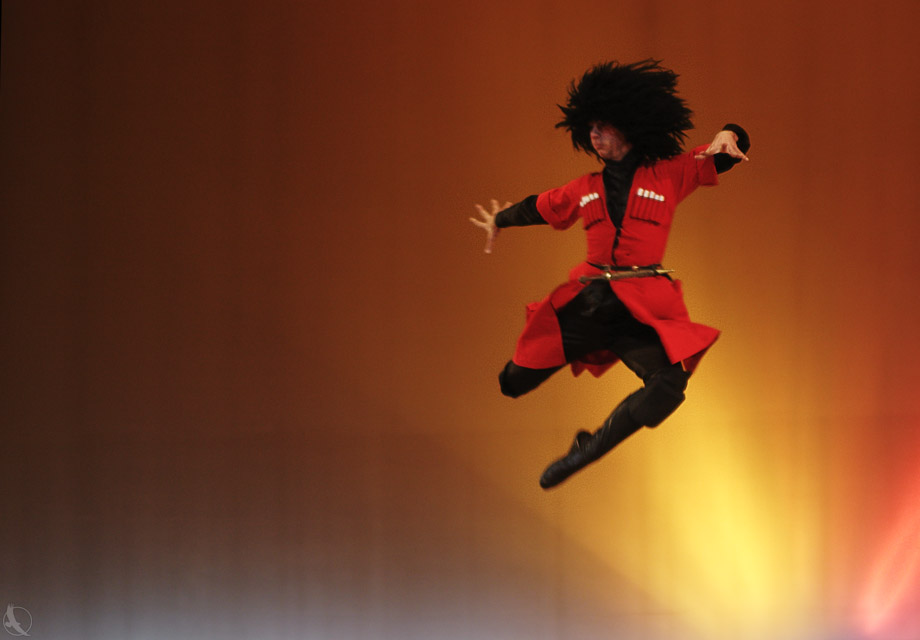

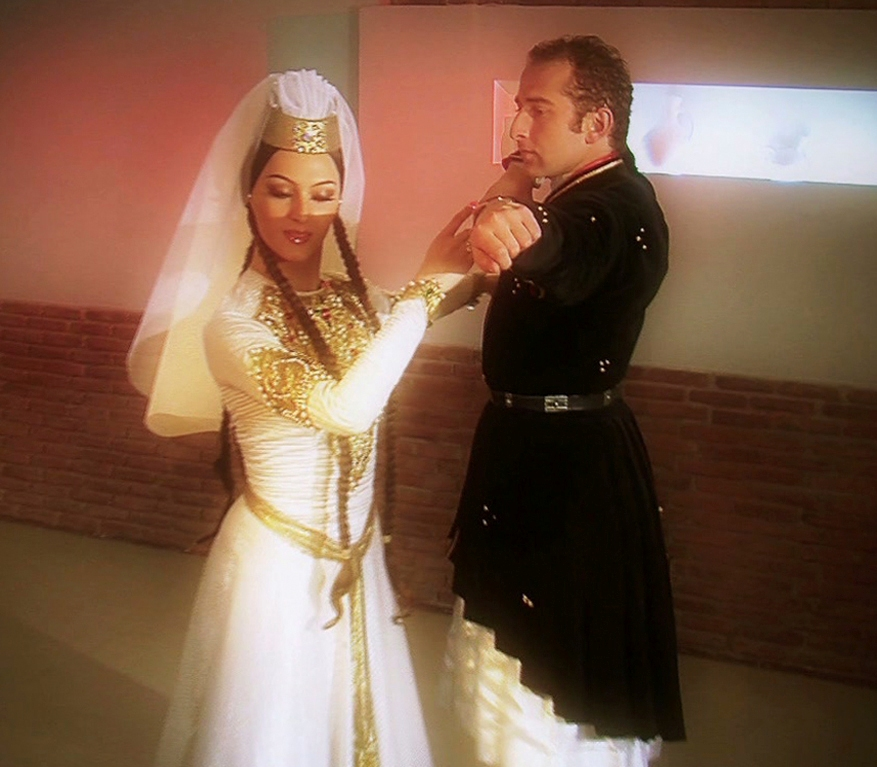
Танец Картули

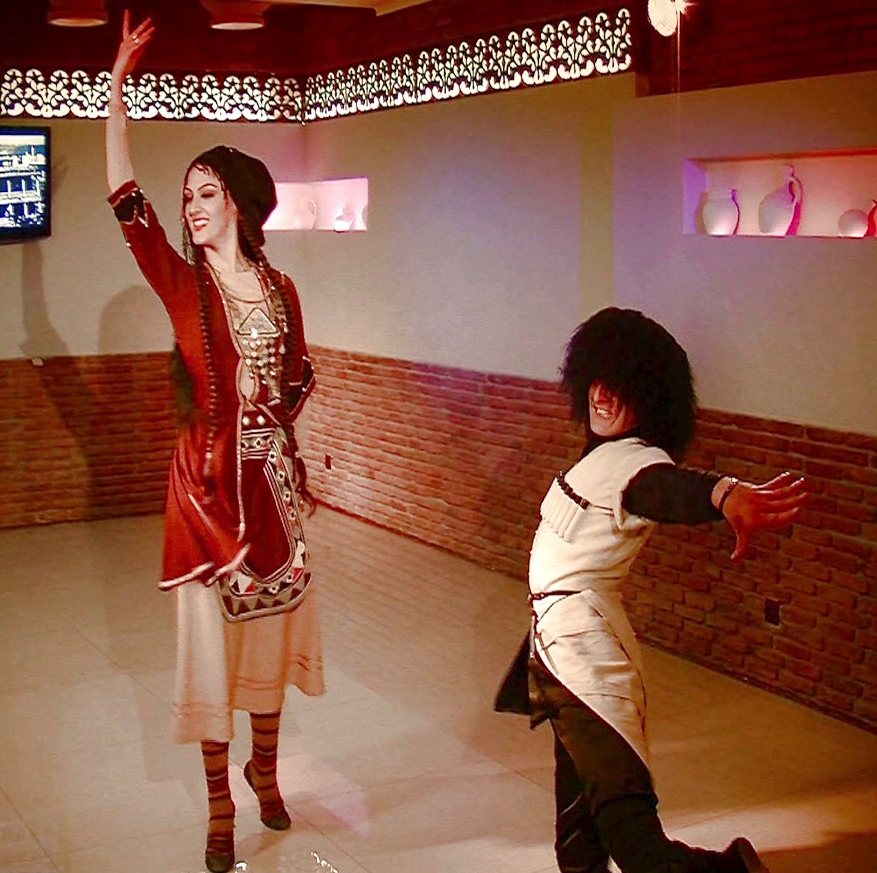
Танец Мтиулури

Грузинский народный танец  — танцевальное искусство грузинского народа.
Народные танцы грузин имеют древнюю историю. Это подтверждают многочисленные исторические источники и археологические находки.
Грузинские племена населяли восточную часть черноморского побережья за несколько веков до прихода христианства. В трудах древнегреческого географа Страбона содержится яркое описание языческих ритуалов грузин, которые содержали в себе элементы танца. Приход христианства внёс существенные изменения в жизнь народа, однако многие ритуалы всё же сохранялись, будучи приспособленными к новой религии. В этих ритуалах танец постепенно выходил на переднее место, а религиозное содержание терялось. И таким образом, грузинские танцы были сформированы как элемент народного творчества.
По мнению академика И. А. Джавахишвили, танец «Лампроба» является остатком языческого ритуала поклонения Луне. Языческие корни имеют и многие пляски сельскохозяйственного характера, как сванские «Адрекилай» или «Сакмисай», которые посвящались богу плодородия.
Известно, что в 4 веке до н. э. в грузинских племенах была распространена светская музыка. Свои сражения чанские племена начинали воинственными песнями и танцами. Как пишет И. А. Джавахишвили, «наличие хороводного строя зрелищ ряженных, данные о танцах, свидетельствующих о развитии хореографической культуры, певческой музыки и духовых инструментов, наличие музыкальных ансамблей, скульптурные изображения ряженных, находка при археологических раскопках театральной маски античной эпохи и факт существования театра и ипподрома в Колхиде говорят о развитии зрелищной культуры в Грузии от мистерий, игр и танцев в античную эпоху — вплоть до наличия специального театрального здания и ипподрома».
Танцы стали важной частью повседневной жизни грузинского народа. По утверждению И. А. Джавахишвили, «до первой половины XIV века «Лампроба» и «Мргвали», т. е. хороводы с пением и танцами (шаиреби), были настолько незыблемо укоренены при царском дворе, что не щадили даже прижимистых и скупых правителей и во время «шаироба» надсмехались над ними и злословили на их счёт».
Хоровая и певческая музыка была неразрывно связана с танцем. Исследования также показывают связь танцев с процессом труда и другими аспектами повседневной жизни. Так появились танцы, имитирующие движения животных, хороводы, изображающие охоту, земледельческий труд и так далее.
Грузинские танцы постепенно эволюционировали, менялась их форма и содержание. Так появились воинственные, свадебные, любовные, увеселительные, спортивно-соревновательные танцы.
В период средневековья танцы становились более профессиональными, они часто исполняются во дворцах царей и феодалов. В этот период развитие получают сольные и парные танцы. Утверждаются каноничные танцевальные движения.
К грузинским народным танцам относятся: Картули, Мтиулури, Перхули, Хоруми, Мцкемсури, Мхедрули, Мохеури, Церули, Сахумаро, Земкрело, Самая, Долури, Салхино, Багдадури, Сашаиро, Цартмевиа, Шушпари, Сааршико, Ханджлури, Сатамашо, Сакечнао, Гандаган, Гергетула, Давлури, Набдура и другие. Среди грузинских хороводных плясок: «Мзе шина да мве гарета», «Ушгуласи», «Кавсан Кипиане», «Шаиама шамарера», «Шинаворгил», «Амиран», «Адрекилаи» и другие.
В грузинском танце имеется несколько средств самовыражения. Юноши стремятся продемонстрировать свою силу, ловкость и отвагу. В мужском танце много резких движений: поворотов, подскоков, прыжков, движений на пальцах и на коленях. Женский танец наоборот — плавный и грациозный. Немаловажную роль в танце играет национальный костюм.
На данный момент танцы являются нематериальным наследием UNESCO.

## Виды танцев
Картули (Даиси) является одним из самых популярных парных грузинских танцев. Музыкальный размер танца 6/8. Танец требует большого мастерства и выразительности, в нём имеется элемент соревновательности. Танец начинает юноша, который затем приглашает девушку. Является свадебным танцем, обычно после давлури.
Церули — это традиционный горский танец. Он исполняется исключительно мужчинами. Техника танца Церули достаточно сложна, он от начала и до конца исполняется на пальцах ног. Его танцуют сольно, в паре или группой. В последних двух случаях танец приобретает характер состязания.
Мтиулури —  быстрой «мтиулури».Демонстрирует развитие их чувств, испытание отношений, душевное волнение. 
Хоруми является одним из самых популярных грузинских воинственных танцев. Он появился во времена борьбы грузин с иноземными захватчиками. В мирное время этот танец помогал закалять дух и совершенствовать боевые навыки. Хоруми исполняется только мужчинами, причём участников должно быть нечётное число (3, 5, 7, 11 и так далее). Движения на пригибных танцевальных шагах чередуются с движениями наступательного характера. Танец делится на четыре части: «поиск удобного места неподалёку от расположения врага», «разведка», «бой» и «победа».